# Inés Koebel
Inés Koebel (* 1949 in Bamberg) ist eine deutsche literarische Übersetzerin.

## Leben und Wirken
Koebel legte seit  1986 zahlreiche deutsche Fassungen von Literatur aus dem Portugiesischen und dem Französischen vor. Unter ihrer Lyrik und Prosa umfassenden Arbeit finden sich deutschsprachige Übersetzungen von João Cabral de Melo Neto (Gedichte), Mário de Andrade (Zwei Acre-Gedichte), Carlos Drummond de Andrade (Die Sekretärin), Nélida Piñon, (I love my husband), Osman Lins (Der Aufbruch), Graciliano Ramos (Erinnerungen an die Haft), Haroldo de Campos (Finismundo: Die letzte Reise), Cecília Meireles (Dieses Gesicht im Schatten, dieser Blick in der Erinnerung und Gefangen), Ferreira Gullar (Der Jasmin), Carlos Drummond de Andrade (Zerstörung), Manuel Bandeira (Melancholisches Madrigal und Sterben), Antônio Torres (Für einen Bohnensetzling).
Koebel ist seit 2005 Mitherausgeberin und Übersetzerin der neuen Ausgabe der Werke Fernando Pessoas im Ammann Verlag (Zürich) und S. Fischer Verlag (Frankfurt am Main). 
Nach längeren Stationen in Portugal, Brasilien, Mosambik, Frankreich, Borneo und Polen lebt sie in Berlin.
2011 wurde Koebel der Reiner-Kunze-Preis verliehen.